# ادی اسمیت
ادی اسمیت (انگلیسی: Adie Smith؛ زادهٔ ۱۱ اوت ۱۹۷۳) بازیکن فوتبال اهل بریتانیا است.
از باشگاه‌هایی که در آن بازی کرده‌است می‌توان به باشگاه فوتبال تاموورث، باشگاه فوتبال کیدرمینستر هاریرس، و باشگاه فوتبال بیرمنگام سیتی اشاره کرد.